# Белагаський сільський округ (Бухар-Жирауський район)
Белага́ський сільський округ (каз. Белағаш ауылдық округі, рос. Белагашский сельский округ) — адміністративна одиниця у складі Бухар-Жирауського району Карагандинської області Казахстану. Адміністративний центр — село Белагаш.
Населення — 603 особи (2021; 717 у 2009, 1299 у 1999, 1948 у 1989).
Станом на 1989 рік існувала Хорошевська сільська рада (села Аюли, Ташик, Хорошевське). Село Ташик було ліквідовано 2007 року.

## Склад
До складу округу входять такі населені пункти:
| Населений пункт | Населення, осіб (1989) | Населення, осіб (1999) | Населення, осіб (2009) | Населення, осіб (2021) |
| --------------- | ---------------------- | ---------------------- | ---------------------- | ---------------------- |
| Аюли, село      | 219                    | 135                    | 72                     | 58                     |
| Белагаш, село   | 1543                   | 1067                   | 645                    | 545                    |
| Ташик, село     | 186                    | 97                     | -                      | -                      |